# Петър Божиновски
Петър (Пецо) Ташков Божиновски с псевдоним Кочо (на македонска литературна норма: Петар Ташков Божиновски-Кочо) е югославски партизанин, деец на НОВМ и народен герой на Югославия.

## Биография
Роден е на 15 януари 1920 година в град Битоля, тогавав Кралството на сърби, хървати и словенци. Основно образование получава в родния си град, след което се записва в битолската гимназия, но поради липса на средства я напуска и започва работа в Монопола. Като работник става член на Съюза на комунистическата младеж на Югославия. През 1941 година става член на Югославската комунистическа партия.
След окупацията на Югославия става член на Военния комитет на Местния комитет на ЮКП за Битоля. В 1941 година е сред инициаторите и организаторите на Битолския партизански отряд „Пелистер“. На 22 април 1942 година става партизанин в отряда, а на 6 юни 1942 година е в Битолско-преспанския партизански отряд „Даме Груев“. През юни става специален куриер към Главния щаб на НОВ и ПОМ. От юли 1943 година е заместник-политически комисар на чета в Битолско-преспанския отряд „Даме Груев“. От 22 август до средата на октомври 1944 година е заместник-политически комисар на Седма македонска ударна бригада..
На 2 юли 1952 година е провъзгласен за народен герой на Югославия. Почива през 1970 година в Битоля.